# Hvilsom Sogn
Hvilsom Sogn er et sogn i Hobro-Mariager Provsti (Århus Stift).
I 1800-tallet var Hvilsom Sogn anneks til Hvam Sogn. Begge sogne hørte til Rinds Herred i Viborg Amt. Hvam-Hvilsom sognekommune blev ved kommunalreformen i 1970 indlemmet i Aalestrup Kommune, hvis hovedpart ved strukturreformen i 2007  indgik i Vesthimmerlands Kommune. Men Hvilsom skoledistrikt kom til Mariagerfjord Kommune.
I Hvilsom Sogn ligger Hvilsom Kirke.
I sognet findes følgende autoriserede stednavne:
- Hvilsom (bebyggelse, ejerlav)
- Hvilsom Hede (bebyggelse)
- Præstehede (bebyggelse)
- Skravad Bæk (vandareal)
- Støttrup (bebyggelse, ejerlav)
- Søndermark (bebyggelse)
- Tollestrup (bebyggelse, ejerlav)
- Tollestrup Udflyttere (bebyggelse)